# Echthromorpha tirathabae
Echthromorpha tirathabae là một loài tò vò trong họ Ichneumonidae.